# Neoceratosauria
Los neoceratosaurios (Neoceratosauria) son un taxón inactivo de dinosaurios terópodos. Debido al intenso trabajo reciente (ca. 2005) sobre relaciones básicas del grupo de los terópodos, este taxón no es ahora considerado activo. La taxonomía fue acuñada pero no definida por el paleontólogo argentino Fernando Novas en 1992. Holtz propuso en 1994 una definición nodal basada en Ceratosaurus y Abelisauridae. En 1999 Padian et al, sin conocer el comentario sobre la definición nodal anterior de Holtz, acuñaron una definición embrionaria usando Ceratosaurus y Coelophysis como especificadores internos y externos, respectivamente. Tykoski y Rowe citaron en 2004 el trabajo de Padian pero atribuyeron el aspecto formal a Holtz, cuya definición es muy distinta. 
Al igual que en el caso de Ceratosauroidea (Sereno), Neoceratosauria no se aplica más al subconjunto de Ceratosauria que también incluye a Coelophysoidea. En cambio, el taxón engloba a la mayoría de los ceratosaurios en sentido estricto excepto posiblemente a Elaphrosaurus, lo que disminuye su utilidad taxonómica.
- Datos: Q10753003
- Especies: Neoceratosauria